# Glaspalast-Chronik
Die Glaspalast-Chronik (Hmannan Yazawin) ist ein Geschichtswerk aus Myanmar (Birma).
Das Werk wurde 1829 von König Bagyidaw (regierte 1819–1837) in Auftrag gegeben und ist eine Chronik der birmanischen Herrscher. Der Name des Werkes bezieht sich dabei auf den Glaspalast, in dem das Werk geschrieben wurde. Das Werk ist eine wichtige Quelle für die Geschichte des Landes, doch zeigt es auch starke Vermischungen mit mythischen Motiven. Es beruht auf anderen birmanischen Chroniken, gilt aber als die wichtigste.